# Pleiße
Pleiße (hornolužickosrbsky Plesna) je pravý (východní) přítok Bílého Halštrova v Sasku a Durynsku. Vlévá se do lipského vodního uzlu. Podél řeky vede cyklostezka.

## Název
Německý název Pleiße je starolužického původu (Plisni) a znamená „bažinotvorná voda“. To dalo jméno, ve středověku významnému, regionu Pleißenland na dolním toku. Pod jménem Plíseňsko je tento region znám v české historiografii jako oblast zvýšeného zájmu pro politiku posledních Přemyslovců a Lucemburků.

## Průtok
Pleiße pramení jihozápadně od Cvikova v obci Lichtentanne, místní část Ebersbrunn, v prameni U tří lip (Drei-Linden-Brunnen, dříve Alboldsbrunnen). Protéká dále saskými městy Werdau a Crimmitschau, následují durynské obce Ponice, Gößnitz, Nobitz a Altenburg. Za obcí Windischleuba je výtok do Fockendorfu a Treben regulován Windischleubskou přehradou. Dále protéká saskými obcemi Regis-Breitingen, Neukieritzsch, Rötha, Böhlen, Markkleeberg a v Lipsku se vlévá do Bílého Halštrova.

### Přítoky a vodní díla
Původní délka řeky byla 115 km, její tok byl však napřímen hlavně z důvodu těžby hnědého uhlí jižně od Lipska, čímž se tok zkrátil na dnešních 90 km. Mezi Saara a městskou čtvrti Kotteritz obce Nobitz má její tok statut přírodní památky.
Pro ochranu před povodněmi pro Lipsko byla vybudována povodňová nádrž Regis-Serbitz s jednou z nejdelších přehrad v Německu. Další protipovodňová ochrana zařízení je Retenční nádrž Stohna poblíž Böhlenu.
Ve druhé polovině 20. století byl kvůli těžbě hnědého uhlí tok řeky mezi obcemi Regis-Breitingen a Markkleeberg téměř zcela přemístěn v délce asi 35 kilometrů a zkrácen asi o 10 kilometrů a část řeky protéká úzkými pozemními chodbami mezi bývalými povrchovými doly.

## Řeka v hudbě a poezii
Dvěma svými skladbami řeku oslavil Johann Sebastian Bach. Světskou kantátou Schleicht, spielende Wellen BWV 206, již složil na text básně neznámého básníka u příležitosti narozenin saského kurfiřta Bedřicha Augusta II. (August III. jako polský král). V typicky barokní panegyrice vzdávají řeky Visla, Labe, Pleiße a Dunaj poctu králi.

Ve druhé kantátě Auf, schmetternde Töne der munteren Trompeten BWV 207a, pravděpodobně provedených v roce 1735 pro krále, je řece věnována druhá věta, recitativ Die stille Pleiße spielt. 
| „                    | Die stille Pleiße spielt Mit ihren kleinen Wellen ... | “ |
| — Anonymos, vor 1735 |                                                       |   |

 V roce 1736 se v Lipsku objevila sbírka písní pod názvem Singende Muse an der Pleiße. Její autor Sperontes sestavil jednoduché melodie a přidal je k vlastním textům. Sbírka byla velmi populární a měla několik vydání.

## Galerie

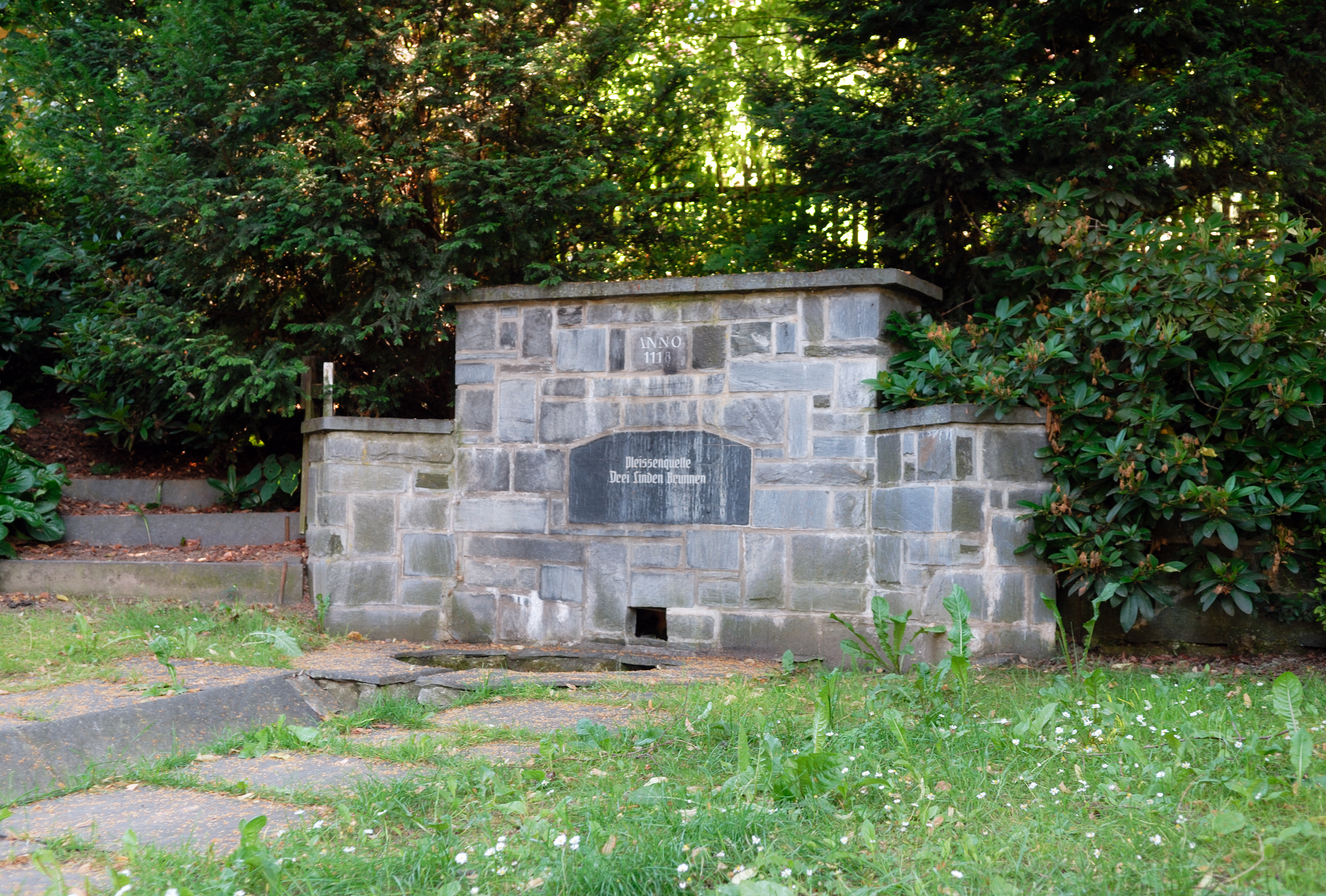
Pramen řeky
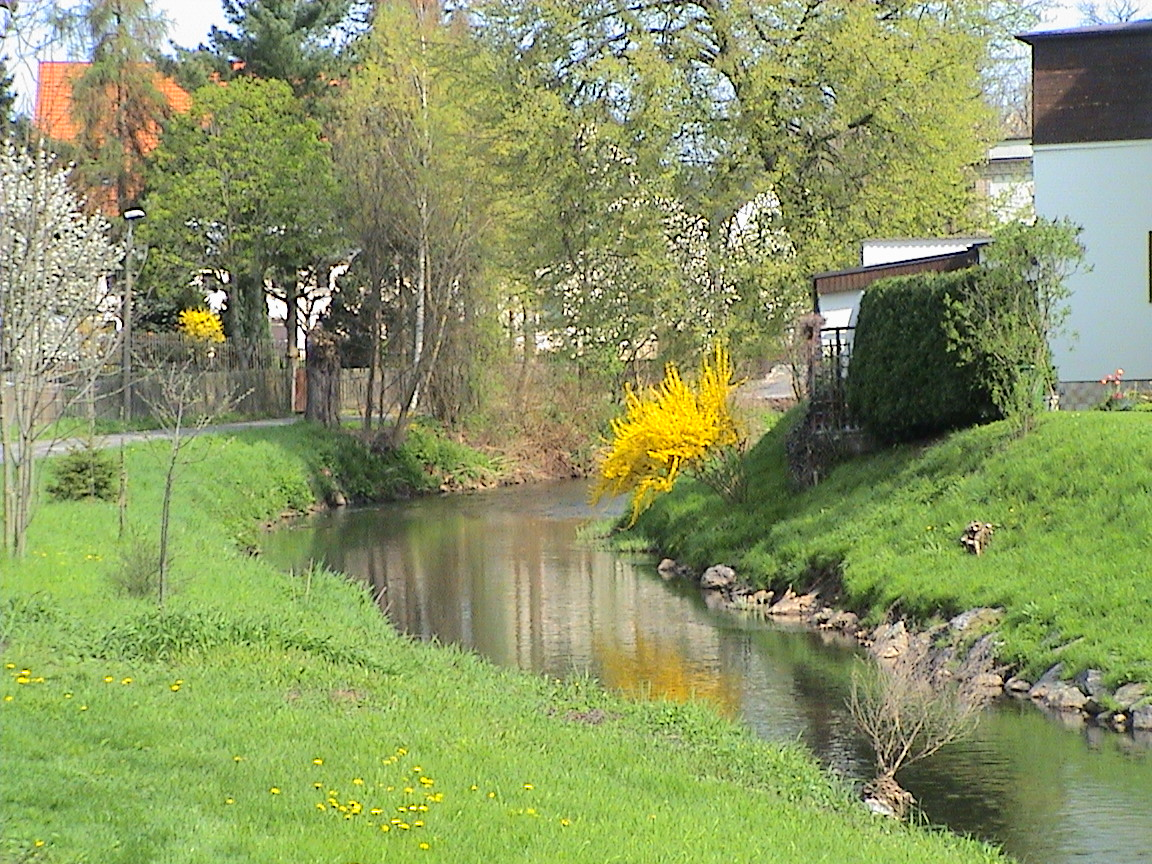
V Langenhessen / Werdau
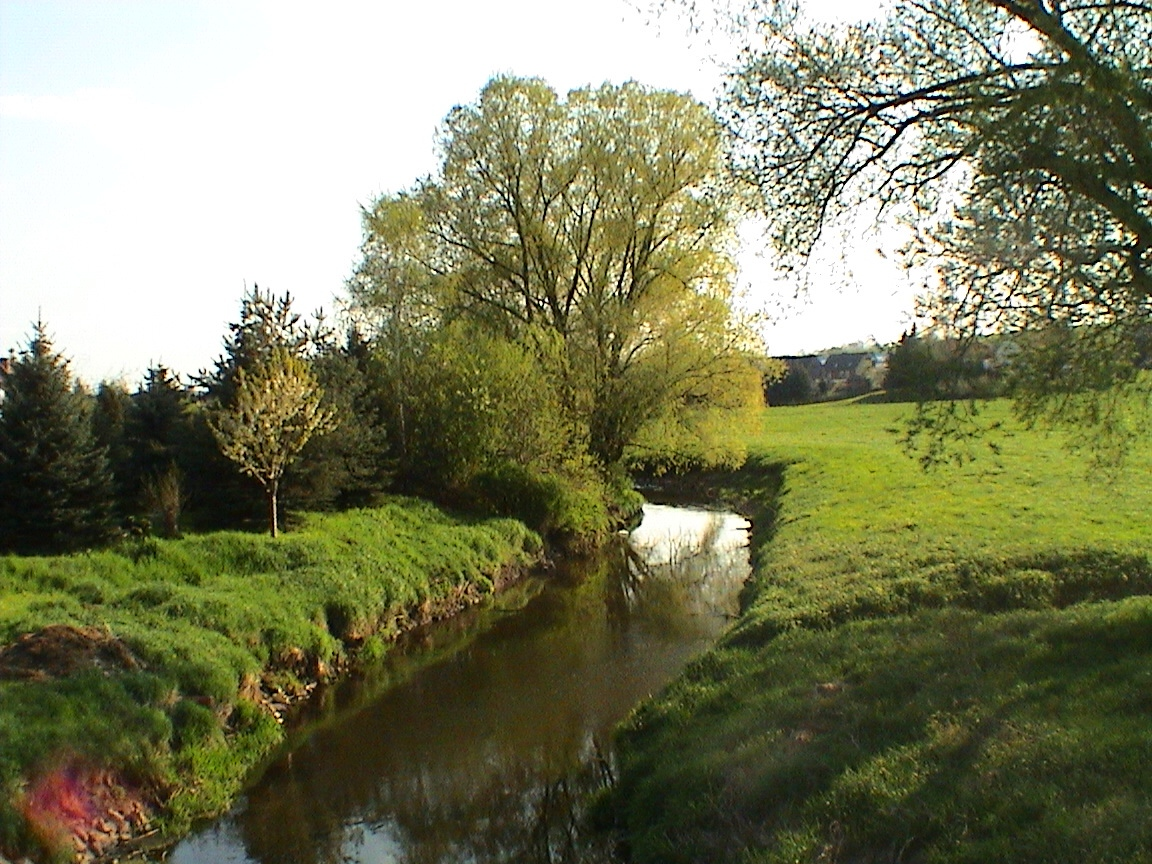
V Neukirchenu před renovací hráze v roce 2005
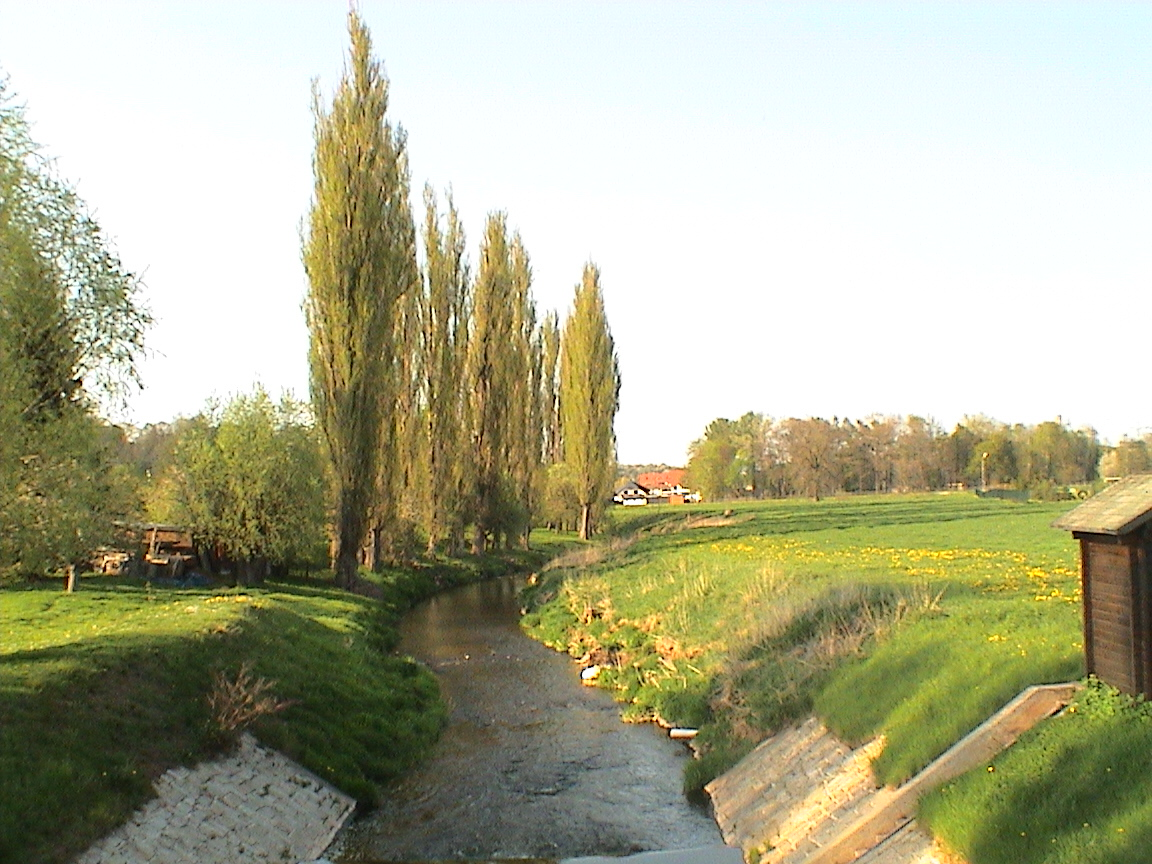
Na úrovni v Neukirchenu
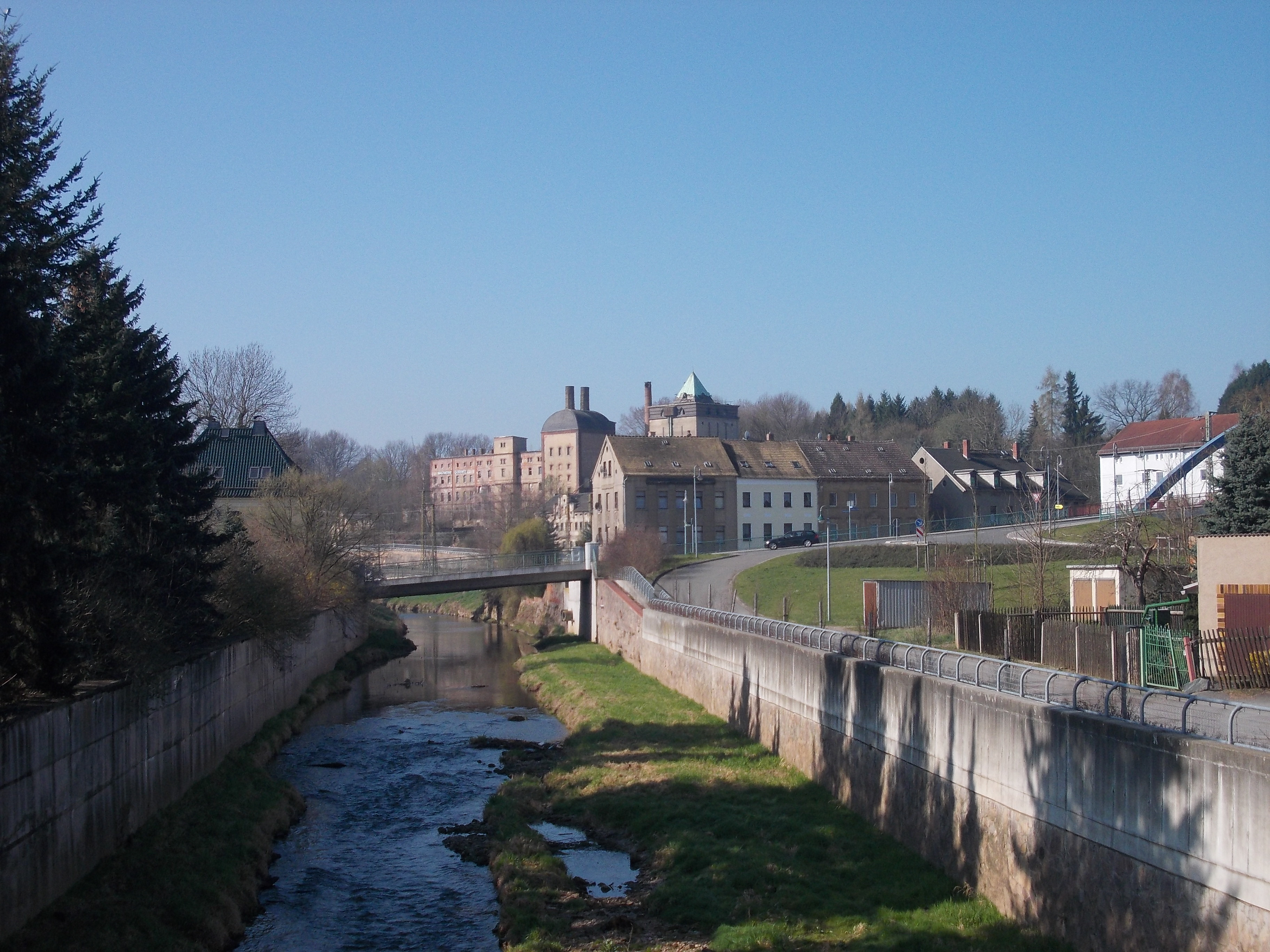
Poblíž Gößnitze
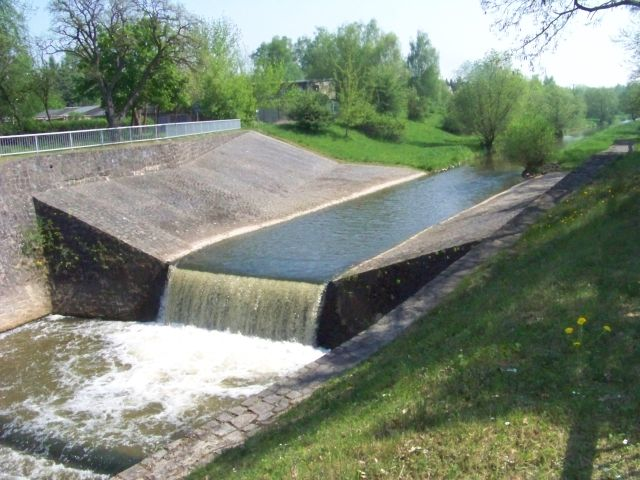
Koryto v Deutzenu
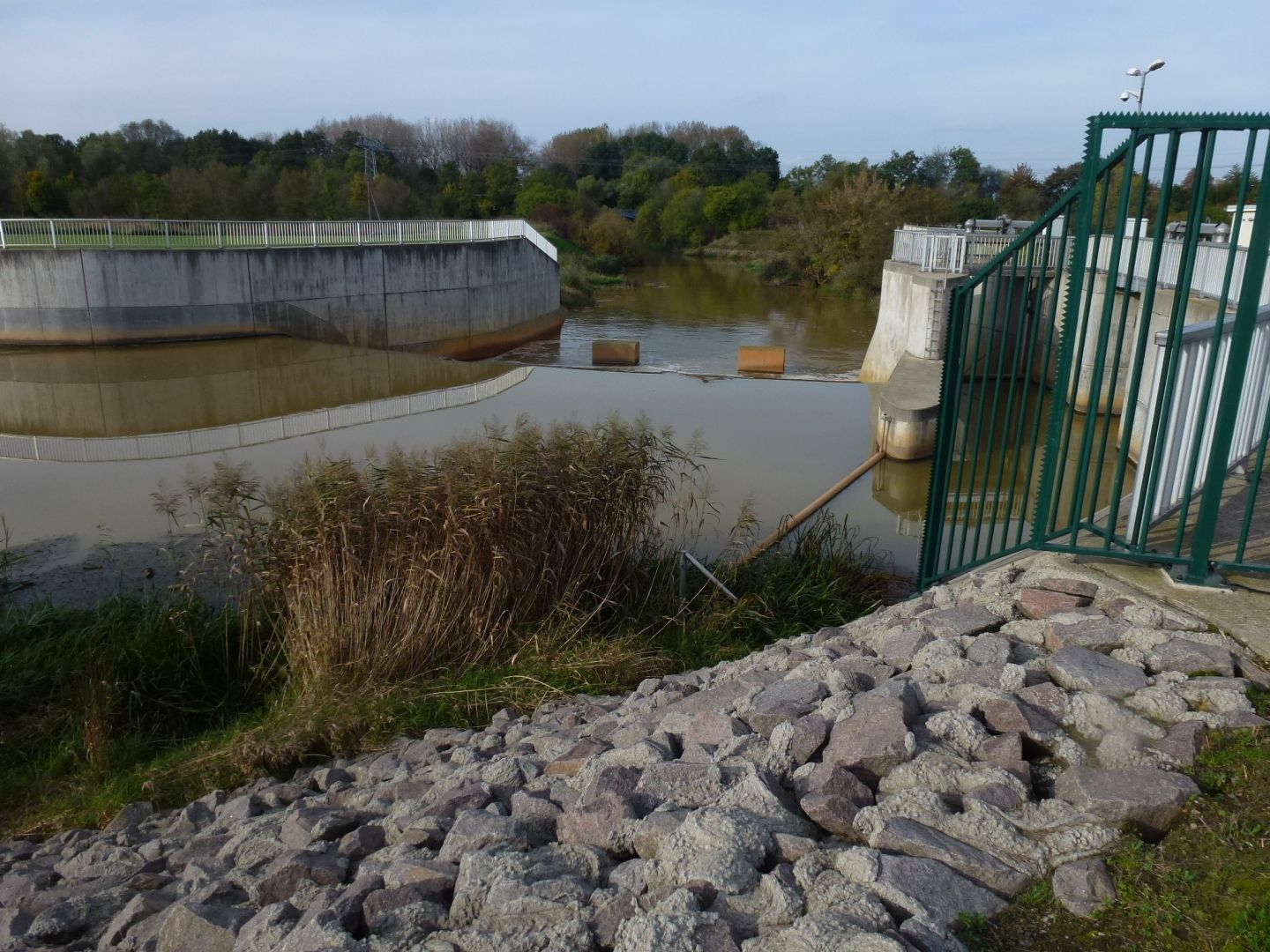
Jez u Röthy
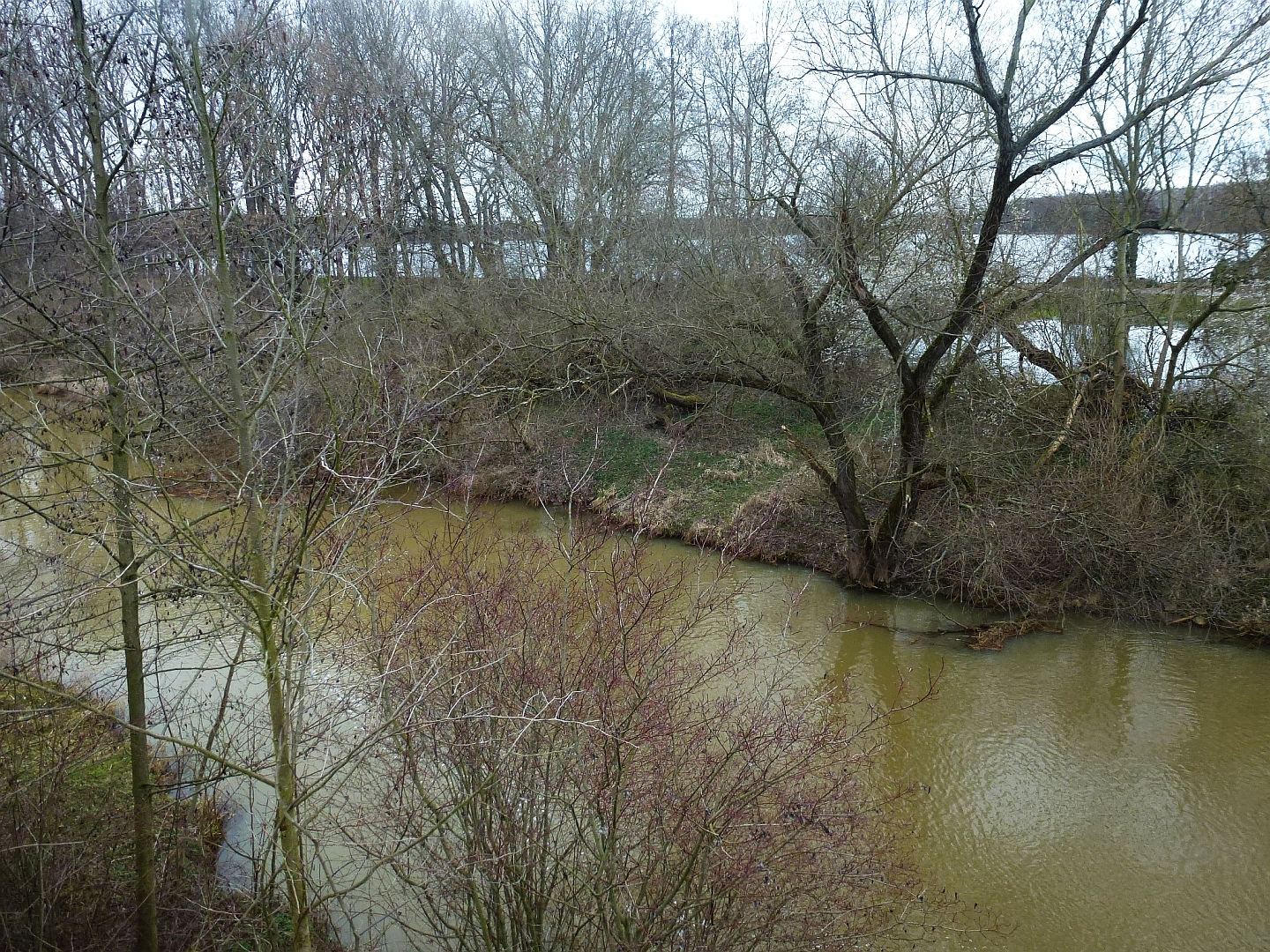
Před nádrží Rötha
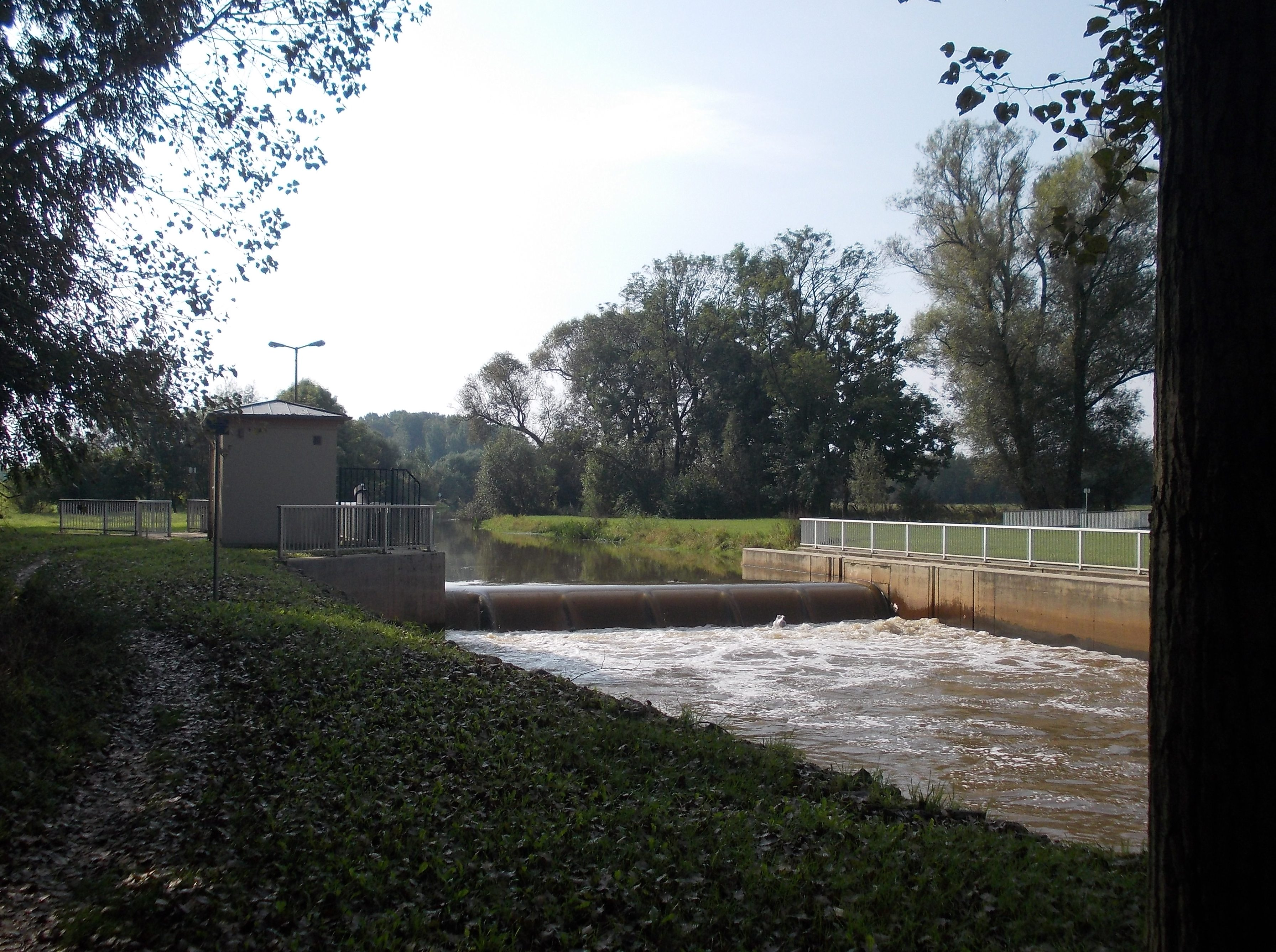
Jez na Gaulis
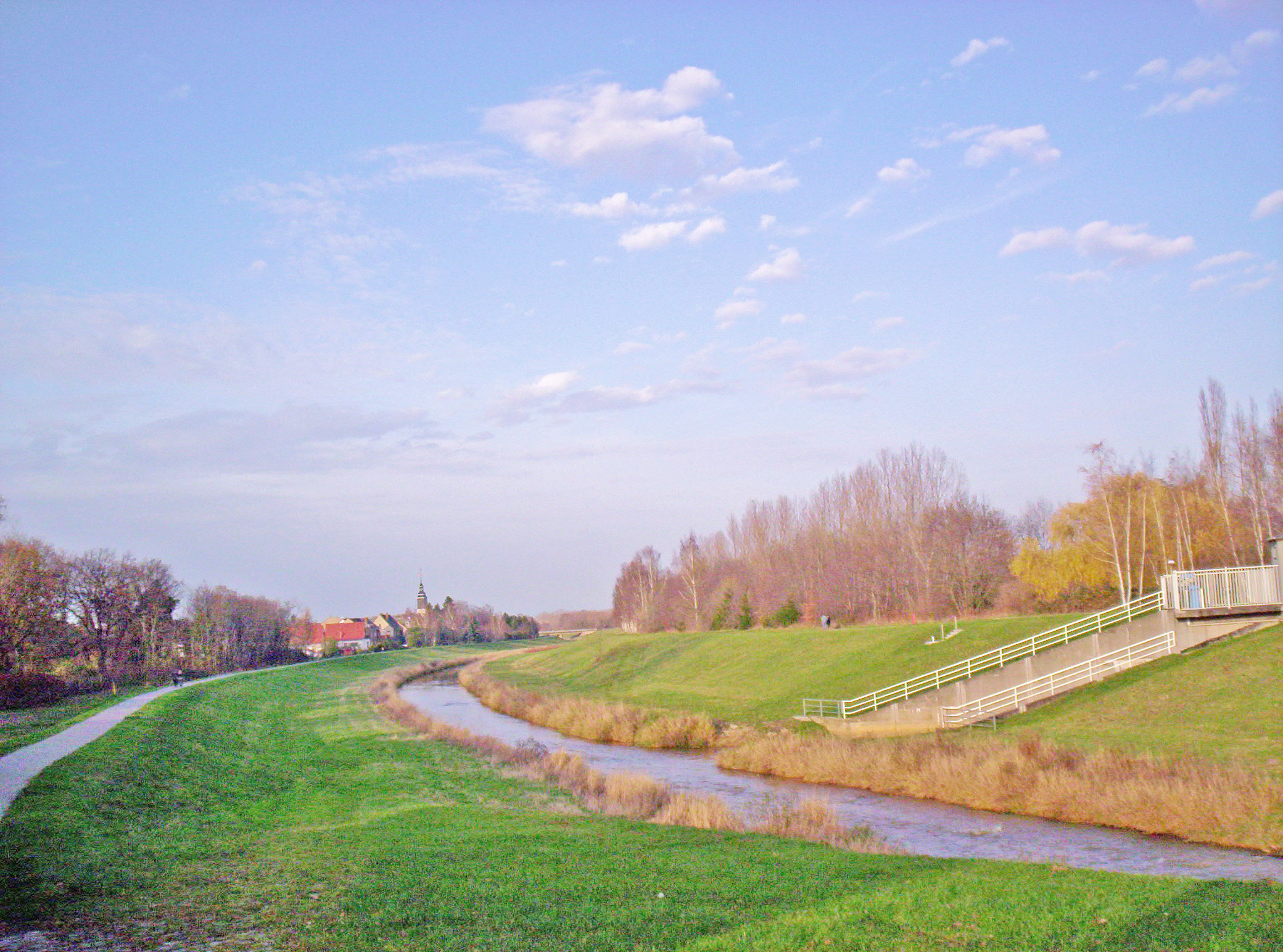
V Großdeubenu
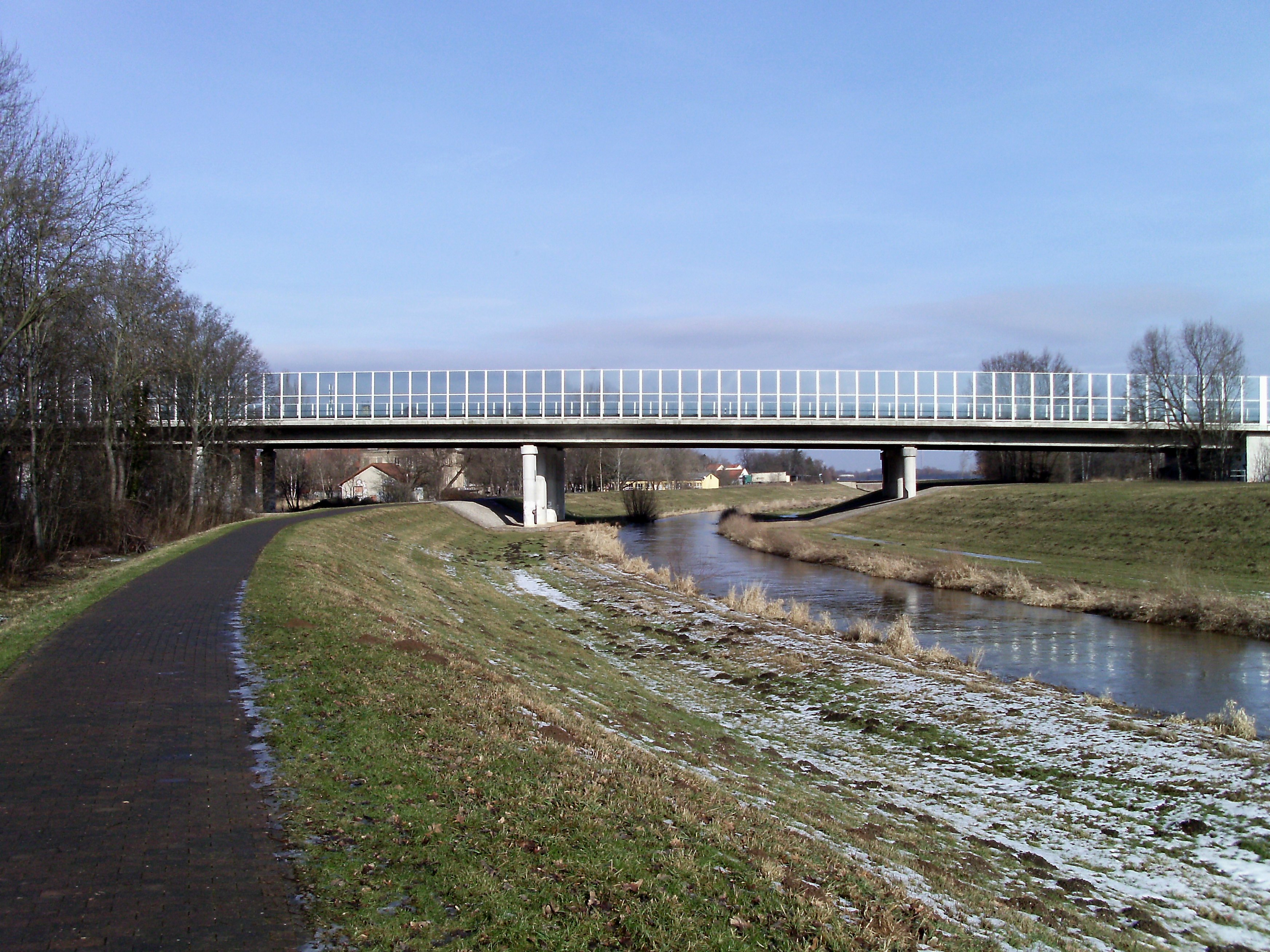
Poblíž Gaschwitz
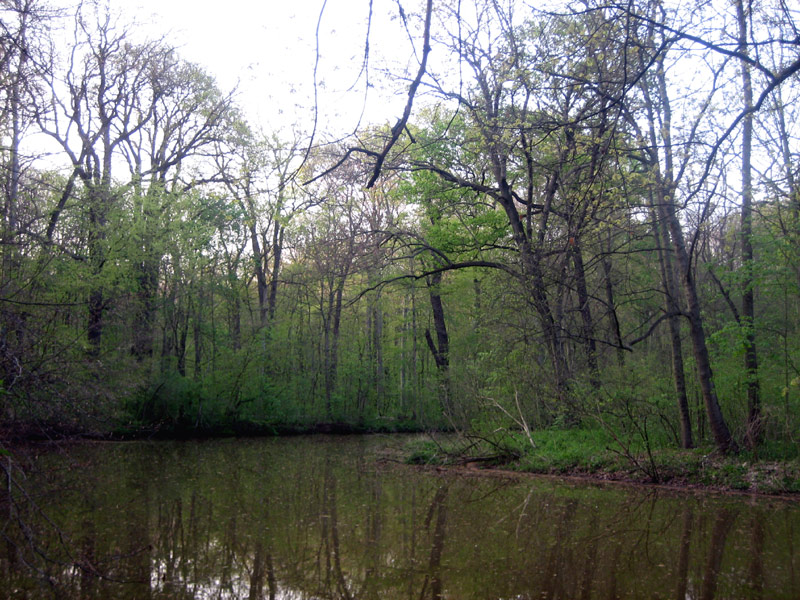
V lipském lužním lese
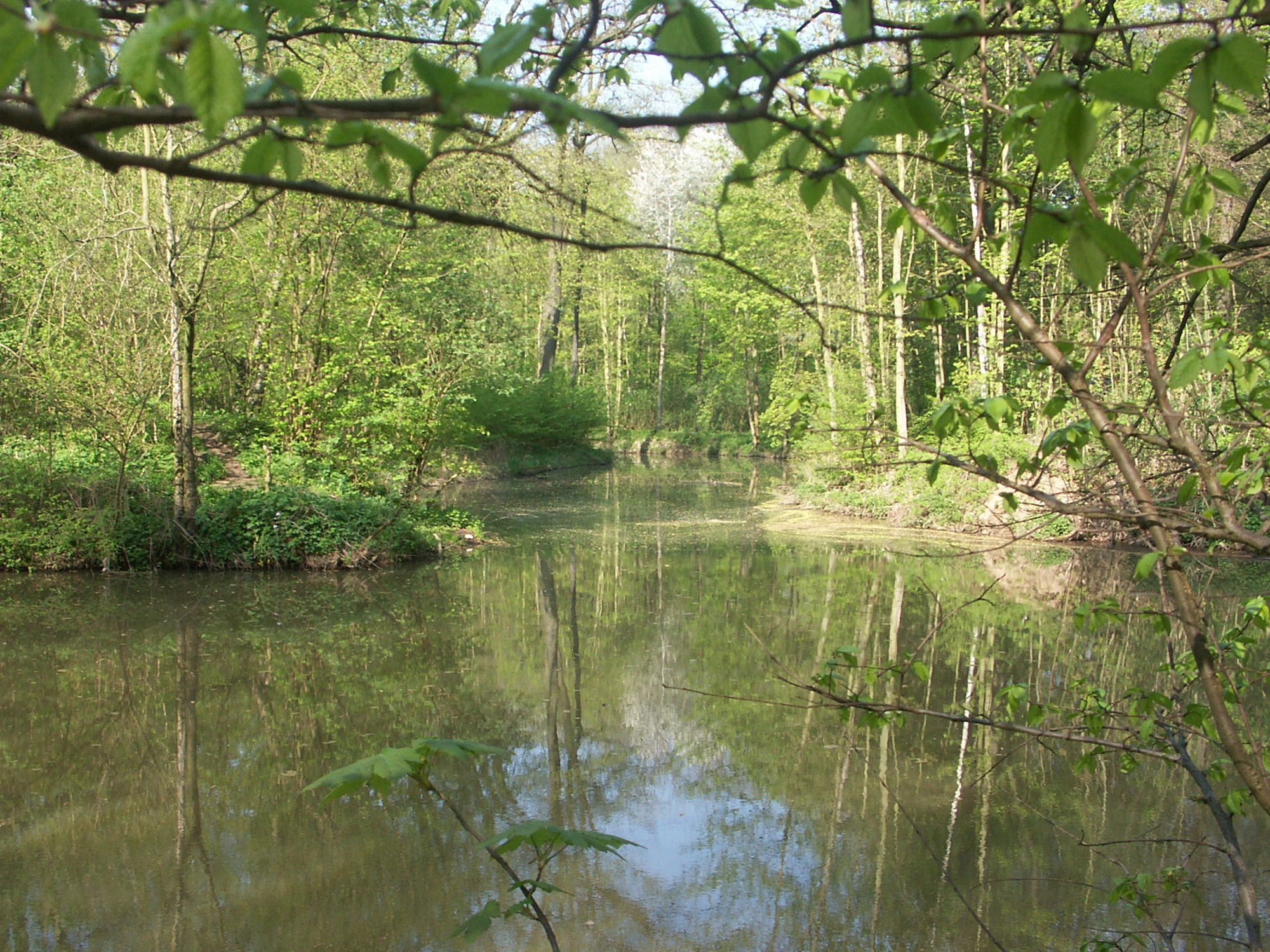
Ústí příkopu
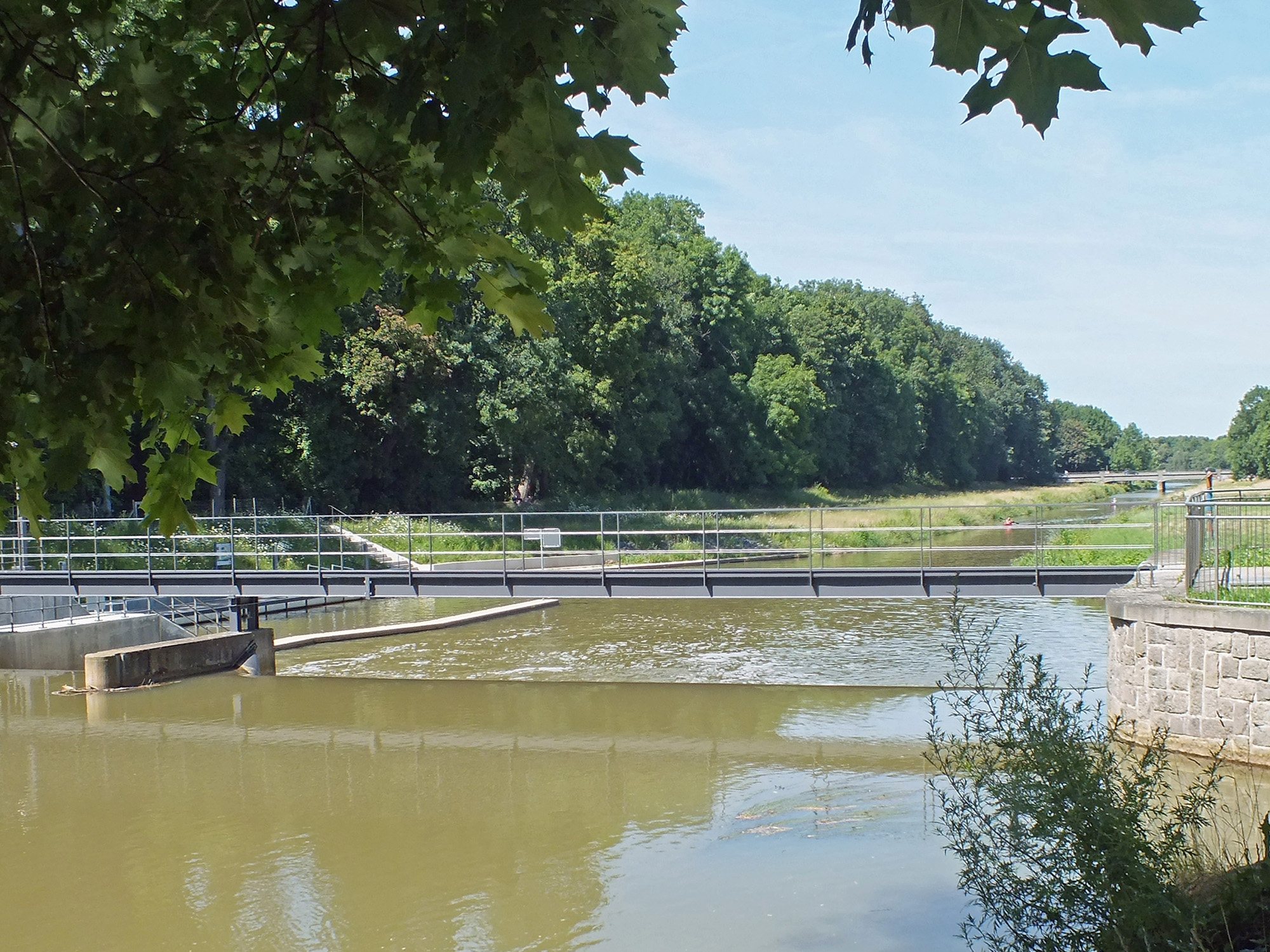
Spojovací jez, za ním lužní tok
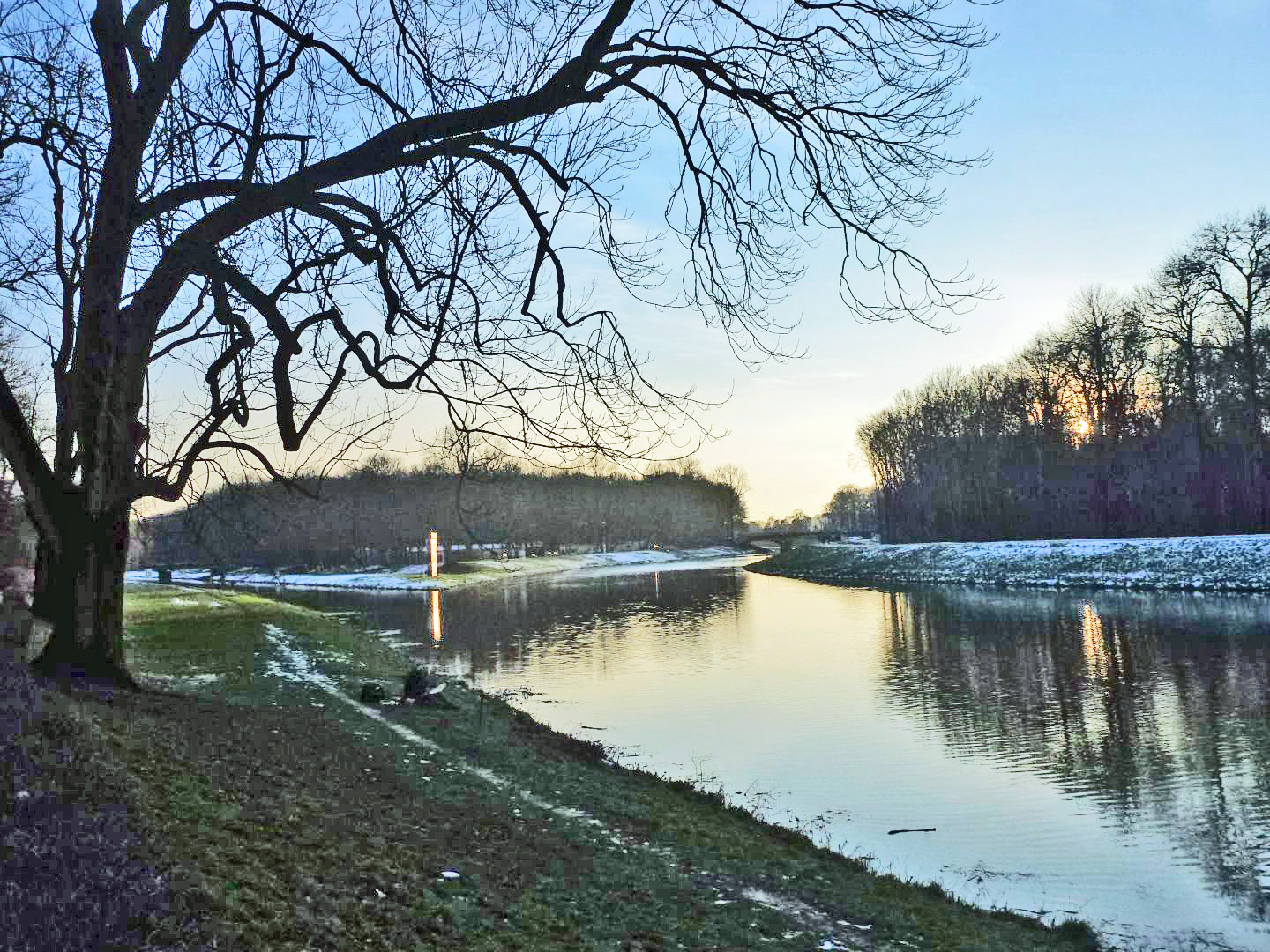
Ústí Pleißy v povodí Elster